# Litevské velkoknížectví
Litevské velkoknížectví (bělorusky Вялікае Княства Літоўскае; stará literární litevština: Didi Kunigystė Lietuvos nebo didi Kunigiſte Lietuwos – autentický starolitevský název je předmětem dohadů, rutensky Великое князство Литовъское, Vialikoje Kniazstvo Litovskoje, polsky Wielkie Księstwo Litewskie, litevsky Lietuvos Didžioji Kunigaikštystė, latinsky Magnus Ducatus Lituaniae) byl od 13. století do roku 1795 stát zahrnující země dnešní Litvy, Běloruska, severovýchodního Polska, větší části Ukrajiny a západních okrajů Ruska.
Po většinu své historie bylo toto velkoknížectví součástí Polsko-litevské unie. Nejprve, po uzavření tzv. Krevské unie, to byla dynastická unie. Posléze byla smlouvou o Lublinské unii v roce 1569 vytvořena s Polskem federace pod názvem Království polské a Velkoknížectví litevské (ve 20. století začala být označována jako „Republika obou národů“), které existovalo až do tzv. třetího dělení tohoto státu mezi Pruskem, Rakouskem a Ruskem v roce 1795.
Prvním historicky doloženým hlavním městem velkoknížectví bylo Kernowe (do roku 1321), později Trakai (do 1323) a za vlády Gediminase (od roku 1323) se jím stal Vilnius. Král Mindaugas ale sídlil v městě Naugardukas.

## Administrativní členění
vojvodství Litevského velkoknížectví:
- Vilniuské (1413)
- Trakaiské (1413)
- Žmuďské (1422)
- Kyjevské (1471)
- Vitebské (1503)
- Polocké (1504)
- Novogrudokské (1507)
- Smolenské (1508)
- Podleské (1513)
- Minské (1566)
- Brest-litovské (1566)
- Mstislavské (1566)
- Volyňské (1566)

## Historie

### Vznik velkoknížectví

Baltské kmeny ve 12. století

Za svůj vznik vděčí Litevské velkoknížectví knížeti Mindaugasovi, kterému se podařilo sjednotit dosud politicky nejednotné území obývané Litevci a částečně také Žmuď. Stát, který Mindaugas založil, měl charakter raně feudální monarchie, v níž kníže, opírající se o své družiníky, samostatně řídil vnitřní i zahraniční politiku země. Ze začátku se nový stát musel vypořádat s expanzí německého a livonského rytířského řádu. Právě druhý zmíněný měl být jakousi spojkou žemajtského knížete Vykintase, která měla pomoci svrhnout Mindaugase z trůnu. 

### Litevské království
Aby Mindaugas předešel dobytí Litvy křižáky a zvítězil v boji proti svým litevským protivníkům, přijal v roce 1251 křesťanství a získal tak papežovu podporu. O dva roky později, v létě 1253, byl kníže Mindaugas korunován za litevského krále. Zároveň odstoupil křižáckému řádu Žemaitsko, kde měli hlavní slovo novému králi oponující velmoži. Křižácká vláda zde však netrvala dlouho – v bitvě u jezera Durbe byla řádová vojska Žemajci poražena. 
Poté Mindaugas zcela změnil svoji dosavadní politickou orientaci. Po bitvě u jezera Durbe v roce 1260 začal litevský velmož Treniota nutit Mindaugase, aby se zřekl křesťanství a útočil proti oslabenému Řádu německých rytířů. Vzhledem k sílícím protikřesťanským tendencím Mindaugas zavrhl v roce 1261 křesťanství, přerušil mírové vztahy s křižáky a za spojenectví s Alexandrem Něvským a obnovení dohody s Žemaity pokračoval v boji proti nim. Ani to však již nedokázalo uklidnit nepřátelsky naladěné litevské velmože a ani útoky na řád i přes jejich oslabení nebyly dostatečně účinné. Mindaugas si začal zpochybňovat výhody aliance s Treniotou a začal jej posílat do výbojů na opačnou stranu: směrem na jih – jihovýchod. Takovýto zvrat událostí a plánů se Treniotovi nelíbil, proto zosnoval s pomocí Daumanta svržení a zavraždění Mindaugase, aby se poté sám ujal vlády, stejně jako vraždu jeho dvou synů Ruklyse a Rupeikise (třetí syn Vaišelga vyvázl, protože byl tou dobou v Řecku) v Agloně (dnešní Lotyšsko). Litevské království zaniklo spolu s Mindaugovou smrtí.

### Velkoknížectví po Mindaugovi
Treniota však po Mindaugovi panoval jen krátce (necelý rok), neboť nového panovníka po půlročním vládnutí sesadil a zavraždil za pomoci ruských vojáků Mindaugasův syn Vaišelga. Na prázdný trůn tak usedl Mindaugasův syn, který původně nastoupil dráhu pravoslavného mnicha. Daumantas musel utéct do Pskova, odkud pořádal se svou družinou po dlouhou dobu nájezdy na litevské území.
V roce 1267 byl Vaišelga zabit v bojích s haličským knížetem Lvem. Po jeho smrti se na trůn dostal Traidenis (1269–1281), který pokračoval v boji proti křižákům. Za doby jeho vlády se podařilo získat několika vítězství nejen proti nim, ale i proti Tatarům, kteří uspořádali proti Litvě roku 1275 vojenskou expedici. O vývoji dalších několika let není mnoho zpráv, Litva nicméně znovu uspěla v obraně proti křižákům, kteří se zaměřili na opětovné získání Žmudi, žádný vládce ale nedokázal definitivně upevnit svojí moc. Novou expanzi započal litevský kníže Vytenis (1295–1316), kterému se mimo to podařilo stabilizovat vnitropolitickou situaci. V roce 1298 byla mezi ním a obyvateli Rigy podepsána smlouva proti Livonskému řádu.

### Nástup Gediminovců

Erb Gediminovců

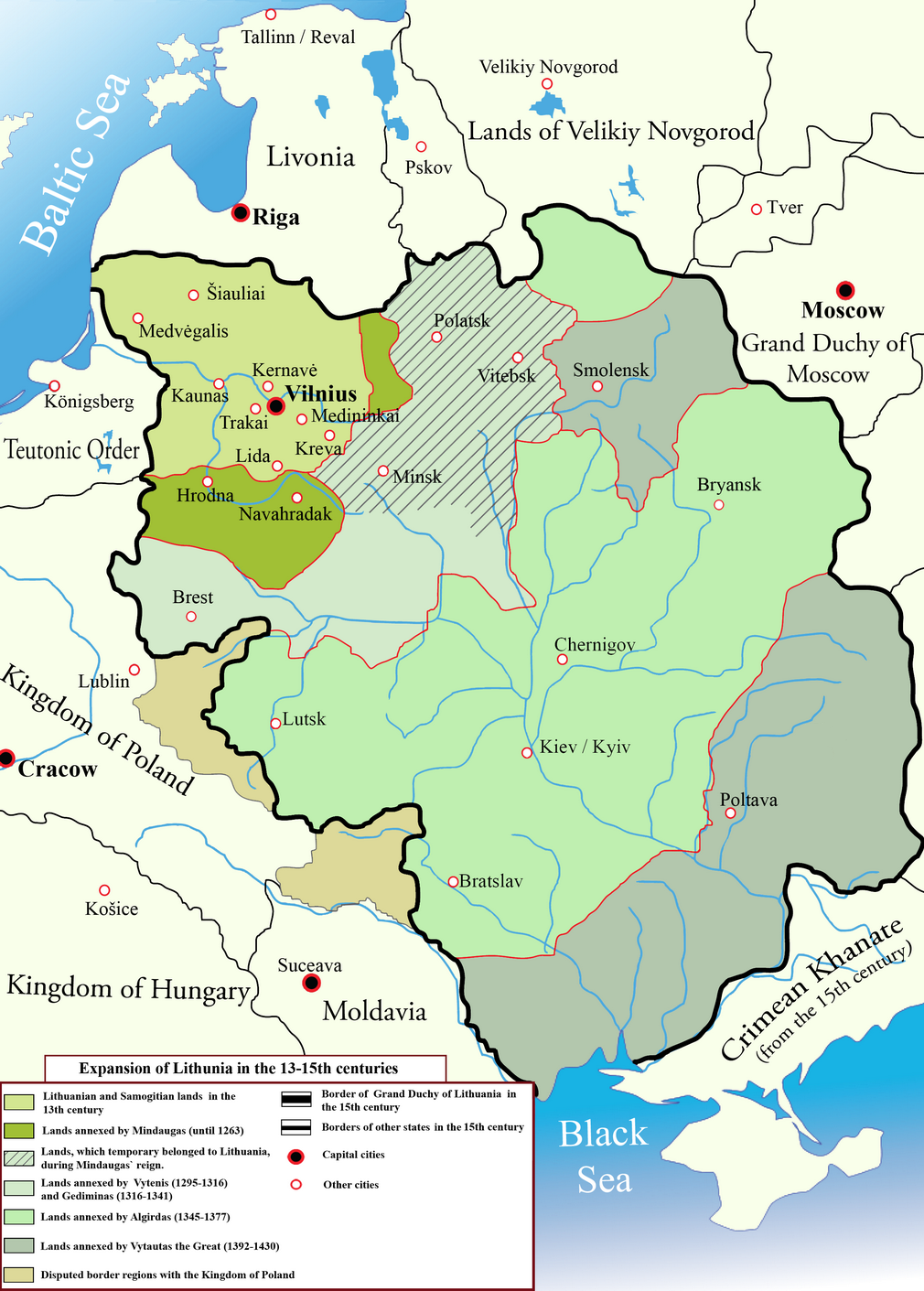
Postupný růst litevského státu v 13.–15. století

Znak velkoknížete v době Gediminovců

Skutečnosti, že se z Litevského velkoknížectví stal v první polovině 14. století silný stát východní Evropy, vděčí knížeti Gediminasovi (1316–1341), kterému se podařilo úspěšnou kombinací diplomacie a vojenských zásahů nejen ubránit své země před ohrožením ze strany německých rytířů, ale i rozšířit svůj vliv do oblasti ruských knížectví. Navázal tak na politiku svých předchůdců, kterým s nepodařilo získat v oblasti tzv. Černé Rusi významná města Novogrodek a Grodno. Sňatkovou politikou se mu podařilo získat Vitebsko, dále ovládl Minsk a roku 1323 obsadil Kyjev. Následovalo připojení Smolenska roku 1340, následovaný Pinskem a Turovem. Svůj vliv udržoval taktéž v oblasti Pskovské republiky, kontakty udržoval i s Novgorodem. Při správě nově získaného území charakterizovala jeho vládu zejména značná tolerance vůči domácím zvyklostem, zároveň i stejná benevolence vůči pravoslavným a západním křesťanům. Sám Gediminas však na křesťanství nepřestoupil a zůstal nadále pohanem. Napojení na obchodní trasy, stejně jako dostatečné zázemí umožňovaly Gediminasovi úspěšně čelit nejen německým rytířům, ale i Tatarům, kteří ve spojení s ruskými knížaty zaútočili v letech 1338 a 1339 na Litvu. V obou případech se podařilo litevskému vládci tyto útoky odrazit.
Po Gediminasově smrti roku 1341 připadlo knížectví jeho synům. Za velkoknížete byl vybrán Jaunutis, jenž sídlil v rodící se litevské metropoli Vilnius. Nepříliš aktivního Jaunutise sesadili jeho dva další bratři Kęstutis a Algirdas, kteří si rozdělili správu litevského státu. Zatímco Kęstutis se staral o obranu proti německým útokům ze západu, Algirdas získal titul vrchního vladaře a spolu s ním i vládu na východě. Za vlády tohoto panovníka se podařilo definitivně připojit území Kyjeva, zároveň získat Černihiv, Novhorod-Siverskyj a Brjansk. Přestože se mu nepodařilo získat ve spojení s tverským knížetem na přelomu 60. a 70. let 14. století Moskvu, zahrnovala nyní Litva tři pětiny území bývalého kyjevského státu.

### Nástup Jagellonců

Přibližná podoba znaku Litvy v době Jagellonců

Po Algirdasově smrti v roce 1377 se v zemi znovu začalo bojovat o trůn. Korunu a titul velkoknížete Litvy získal Algirdasův syn z druhého manželství – Vladislav II. Jagello (Jogaila). Syn z prvního manželství, Andrius, utekl do Moskvy žádat o podporu. V Moskvě ho přijali a dali mu za úlohu vybojovat od Litevského velkoknížectví území okolo Novgorodu. Jogaila se v bitvě proti svému nevlastnímu bratrovi obrátil o pomoc na svého spojence[kdo?] se slibem, že přijme křesťanství. Jogaila podepsal roku 1380 tajnou smlouvu, o níž Kestutis nevěděl. Se zabezpečeným zázemím se pak Jogaila vydal se svým vojskem na pomoc tatarskému emírovi Mamajovi bojujícímu na Kulikově poli proti Dmitriji Donskému. Chtěli společně potrestat Moskvu za podporu Andriuse a spravedlivě se s Mamajovým spojencem Olegem Rjazaňským podělit o území moskevského knížectví. Na Kulikovo pole však Jogaila dorazil pozdě. Tataři byli poraženi a v bitvě jich mnoho padlo. V té době se Kestutis dozvěděl o tajné dohodě mezi Jogailem a jeho spojenci. V roce 1381 obsadil Vilnius, vyhnal odtud Jogailu a poslal ho do Vitebska. V době Kestutisovy nepřítomnosti se Jogaila spolu se svým bratrem Skirgailem do Vilniusu vrátil a spolu s městem Trakai ho obsadil. Kestutis a jeho syn Vytautas byli zatčeni a uvězněni v krakovském zámku.[zdroj⁠?!] Kestutis byl pravděpodobně zabit, ale Vytautasovi se podařilo uprchnout. Vladislav II. Jagello začal vládnout sám.

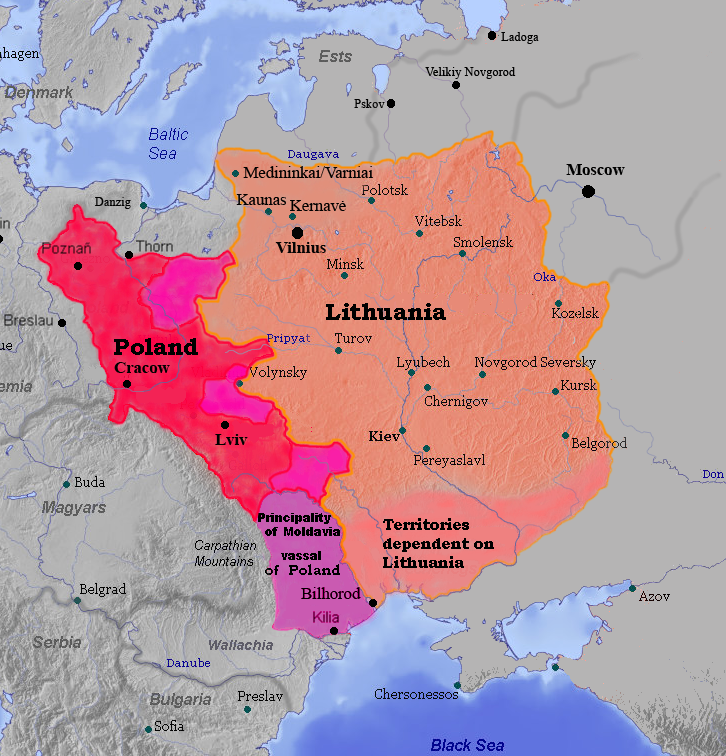
Litevské velkoknížectví s Polským královstvím v roce 1387, mimo jiné také s podřízeným Moldavským knížectvím

V roce 1383 zaútočil Vytautas s pomocí žemajtských knížat opět na litevské velkoknížectví. Spojenci obsadili Trakai a vypálili Vilnius. V této situaci byl Jogaila nucen hledat pomoc v Polsku. V roce 1385 byla mezi litevským velkoknížectvím a Polskem uzavřena dynastická Polsko-litevská unie. V následujícím roce Jogaila přijal křesťanství, dostal jméno Vladislav, oženil se s polskou královnou Hedvikou I. a stal se polským králem – zakladatelem dynastie Jagellonců. Jagellonci panovali v Polsku a Litvě déle než 200 let. Vytvořením unie Jogaila prakticky založil Vilniuskou diecézi, učinil z Litvy křesťanskou zemi a litevské feudály, kteří přijali křesťanství, zrovnoprávnil s Poláky. Z Vilniusu se stala samosprávní oblast.
Vytautas, který ještě nějaký čas proti Vladislavovi bojoval, se v roce 1390 vrátil do Litvy. V roce 1392 uzavřel s Vladislavem mírovou dohodu. Dostal území Trakaiského knížectví a fakticky se stal na 38 let panovníkem Litvy (1392–1430). V letech 1397–1398 pozval do země Tatary a karaity a usídlil je ve městě Trakai. Upevnil hranice litevského státu a rozšířil jeho území. Omezil moc vládců jednotlivých knížectví a učinil je svými zástupci. V roce 1395 byl k litevskému velkoknížectví připojen Smolensk. Pokusy připojit i Novgorod a Pskov nevyšly. Vytautasův tehdejší stát se rozprostíral mezi Baltským a Černým mořem. Aby si zabezpečil dobré východisko v boji proti řádu německých rytířů, podepsal smlouvu s moskevským knížetem Vasilijem I., který měl za ženu jeho dceru Sofii. Hranici těchto dvou knížectví tvořila řeka Ugra.

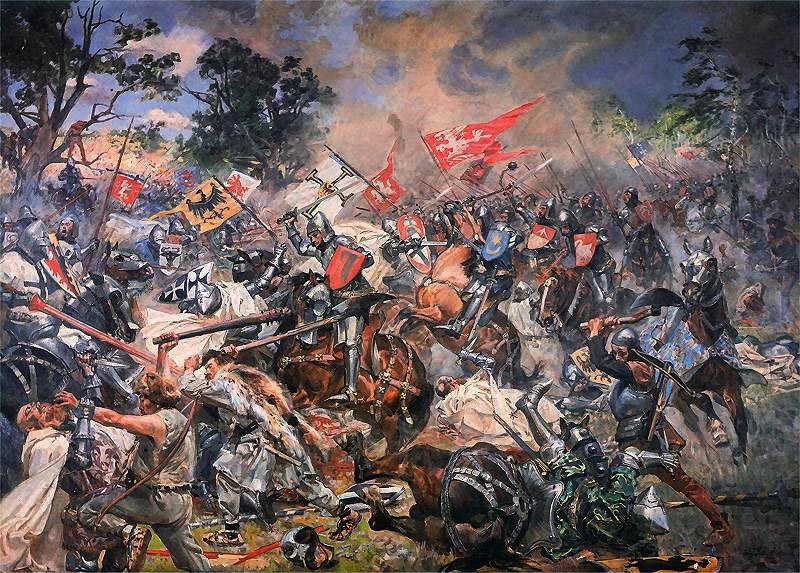
Bitva u Grunwaldu od W. Kossaka

Po pokřesťanštění Litvy už křižáci nemohli vykonávat svoji válečnou politiku. Papež Bonifác IX. jim v roce 1403 dokonce zakázal bojovat proti Litevcům. Bez ohledu na to křižáci v roce 1409 znovu Litvu napadli. Tehdy se Vladislav II. a Vytautas dohodli, že budou jednat společně. Shromáždili vojsko o síle asi 90 pluků a vytáhli na město Malbork, aby ho obsadili. V červenci 1410 spojené polsko-litevské vojsko vstoupilo na území řádu německých rytířů a postupovalo k Malborku. Bitva, v níž se Vytautas proslavil svým vojevůdcovským talentem, se odehrála poblíž vesnic Tannenberg a Grunwald (bitva u Grunwaldu). Křižáci v ní ztratili velký počet vojáků včetně svého velmistra Ulricha von Jungingen. V roce 1411 byla s křižáky podepsána mírová smlouva. Všechna jejich územní práva v Litvě zrušil papež Jan XXIII. o 4 roky později v roce 1415. Vztahy obou stran vyřešila následná Melnská dohoda podepsaná v roce 1422. Jejím výsledkem bylo zabezpečení práv Litvy na Žemajtsko s výjimkou území Klaipėdy a jejího přístavu.
Vytautas nezanechal žádného potomka. Proto se po jeho smrti vedly boje o trůn mezi Švidrigailem a mladším Vytautasovým bratrem Žigimantasem (Žigmund). Švidrigail se snažil stát samostatným litevským králem, který by vládl bez vlivu Polska, byl však polskými magnáty svržen z trůnu. Jeho pokusy získat zpět litevské velkoknížectví nebyly úspěšné. Žigmund, který se stal litevským knížetem v roce 1432, byl roku 1440 zavražděn litevskými velmoži. Po krátkém panování Vytautasova mladšího bratra se na trůn dostal jen třináctiletý Jogailův syn Kazimiras Jogalaitis, který se už roku 1447 stal polským králem jako Kazimír IV. Za jeho vlády však litevské území postupně zesláblo, a tak hlavní roli v tomto období hrála Panská rada, která zastávala zájmy silných feudálů. Postupně rostlo šlechtické pozemkové vlastnictví.

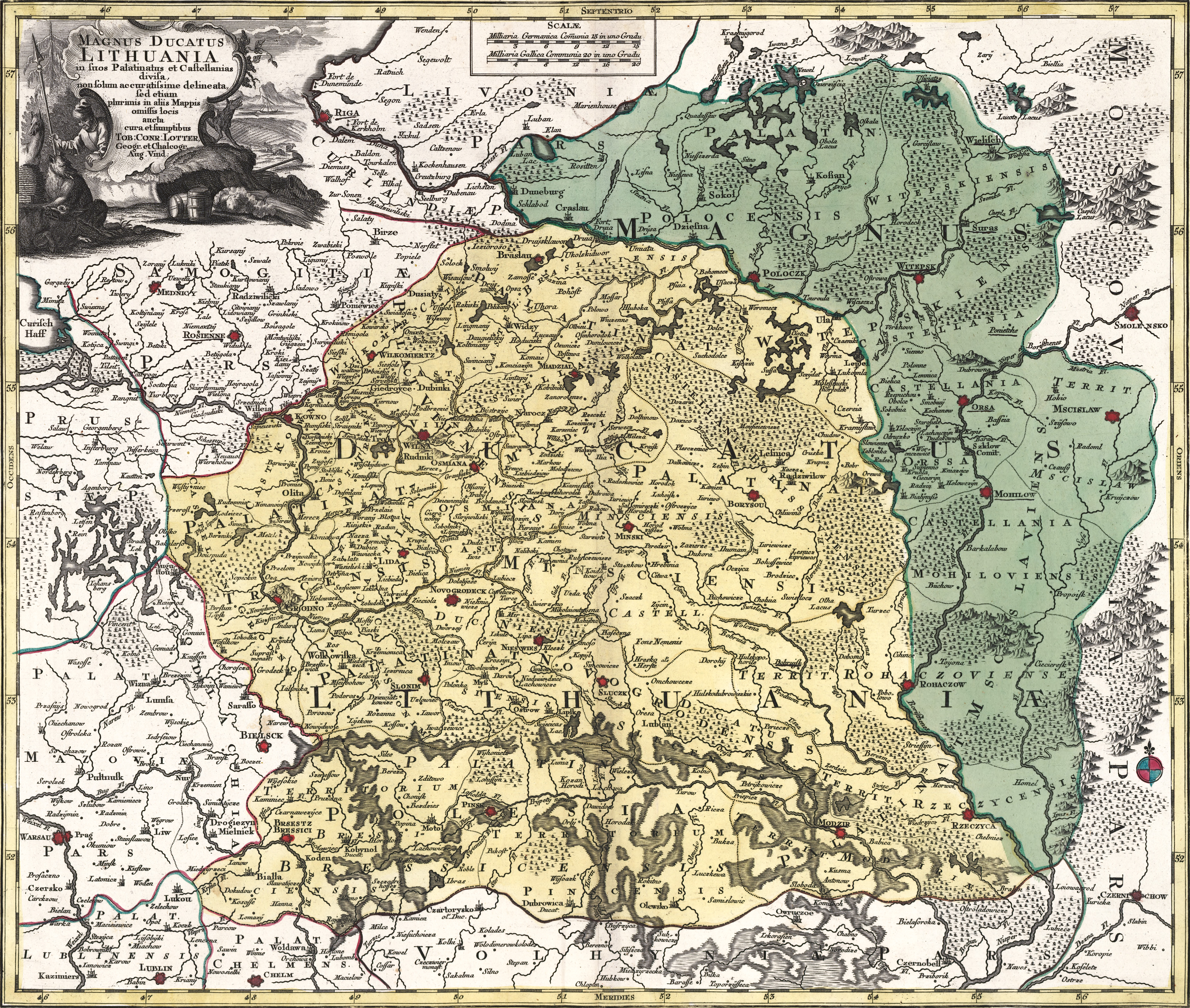
Magnus Ducatus Lithuania, Tobias Lotter, 1780

V letech vlády litevského knížete Alexandra (1492–1506, polským králem byl od roku 1501) a Zikmunda I. Starého (1506–1548) se zostřily vztahy s moskevským státem. Alexandr I. se v této situaci rozhodl oženit s dcerou Ivana III. Jelenou, aby tak zabezpečil mírové vztahy s Moskvou. Avšak Ivan III. využil manželský svazek své dcery ve prospěch svých vlastních zájmů. Obvinil Alexandra, že se Jelenu pokouší násilím přinutit, aby přestoupila na katolickou víru, a tak „pán celé Rusi“ vyhlásil Litvě válku. Roku 1503 byla uzavřena mírová smlouva, na jejímž základě ztratilo litevské velkoknížectví téměř třetinu svého území s dvaceti městy včetně Černihivu, Novhorodu-Siverského, Homelu (Gomel), Brjansku a území Dobrudže. V druhé válce v roce 1514 ztratilo i Smolensk.
Roku 1522 si litevští velmoži zvolili za panovníka Zikmunda II. Augusta (polský král od roku 1548). Za jeho vlády se v roce 1528 konalo první sčítání obyvatel litevského velkoknížectví spojené s náborem vojáků do vojska. Podle výsledků sčítání tehdy žilo na území země 750 000 obyvatel. Roku 1529 byly zavedeny první litevské stanovy – písemný soubor právních norem. V roce 1557 panovník uskutečnil zemědělskou reformu. Veškerá půda byla rozdělena na kategorie v závislosti podle úrodnosti a výměry. Rolníci, seskupení na venkově, měli právo volit si lidi do své administrativy. Z rolníků, kteří neměli právo vlastnit zem, se stali nevolníci.
Litevské velkoknížectví vedlo s Ruskem válku o přístup k Baltskému moři. Tato válka vstoupila do historie pod jménem Livonská válka (1558–1583). V roce 1561 se Livonsko stalo součástí knížectví s právy autonomní oblasti. Ve stejné době se Ivan IV. Hrozný pokoušel vniknout na území Litvy, což se mu podařilo. V roce 1564 obsadil Polock. V této situaci bylo důležité navázat úzký svazek s Polskem. Tak vznikla roku 1569 podpisem smlouvy známé jako Lublinská unie šlechtická Republika Koruny polské a Velkého knížectví litevského neboli Republika obou národů — Polsko-litevská unie, která měla nejen společného vládce, ale také sejm, měnu, zahraniční a obrannou politiku; obě země si však ponechaly určitou autonomii a vlastní úřady, soudy a vojsko.

### Polsko-litevská unie (1569–1795)

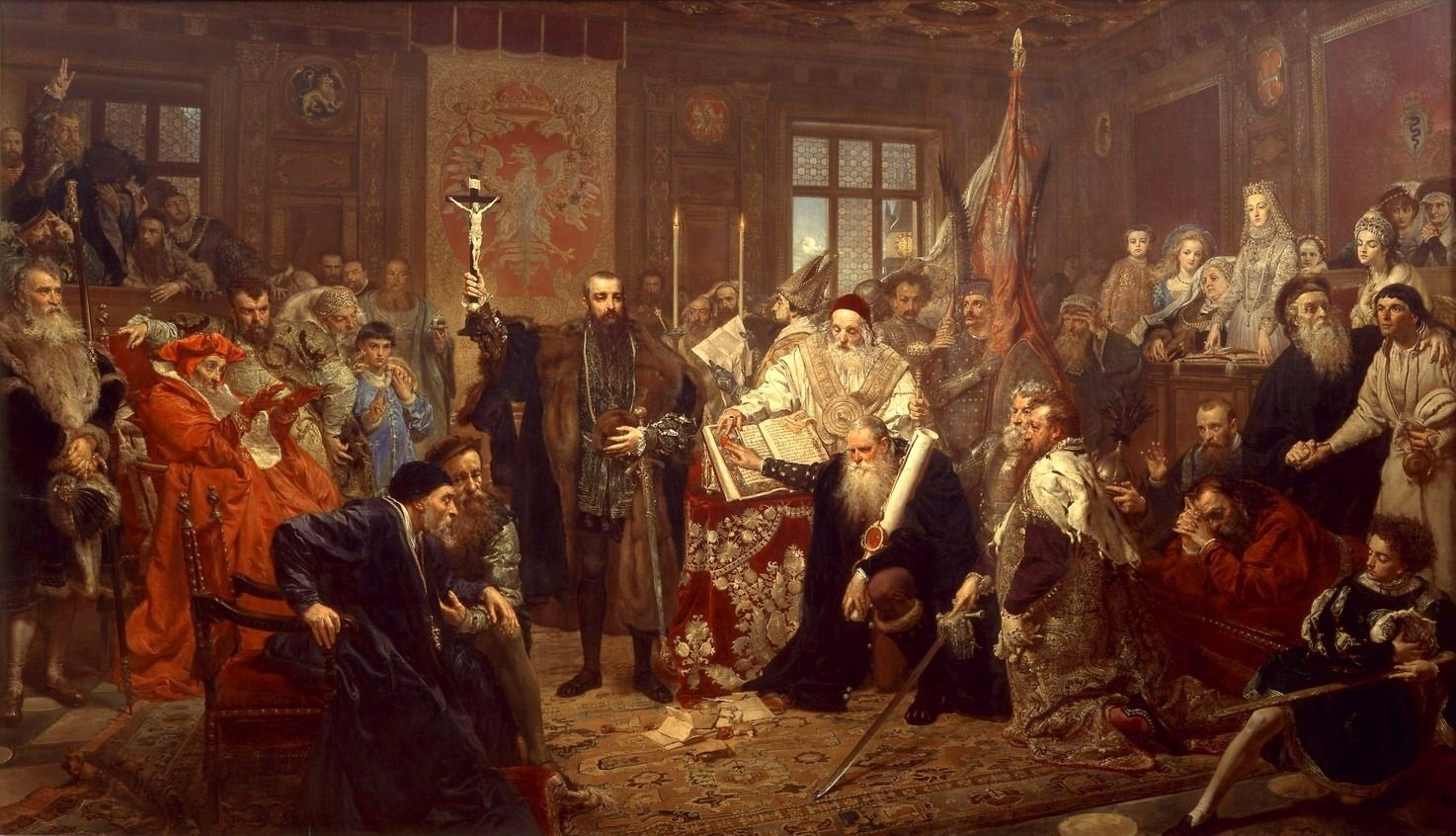
Lublinská unie

Podle lublinské unie byly Polsko a Litva federativním státem, v jehož čele stál společný král. Volil jej společný Sněm polských a litevských feudálů. Litva měla své území a hranice, vlastní administrativní aparát a právní, finanční a vojenský systém. Polští šlechtici měli právo svobodně získávat litevská území a litevští polská. Po smrti posledního Gediminasova potomka Zikmunda II. Augusta stáli v čele státu králové, kteří se o svoji zemi příliš nestarali. Veškerá moc byla soustředěna v rukou Sněmu, který se skládal z velvyslanců (dolní komora šlechty) a senátu (vrchní komora magnátů). Prvním králem polsko-litevského státu byl Jindřich Valois, který však po několika měsících tajně utekl do Paříže, aby nastoupil na francouzský trůn.

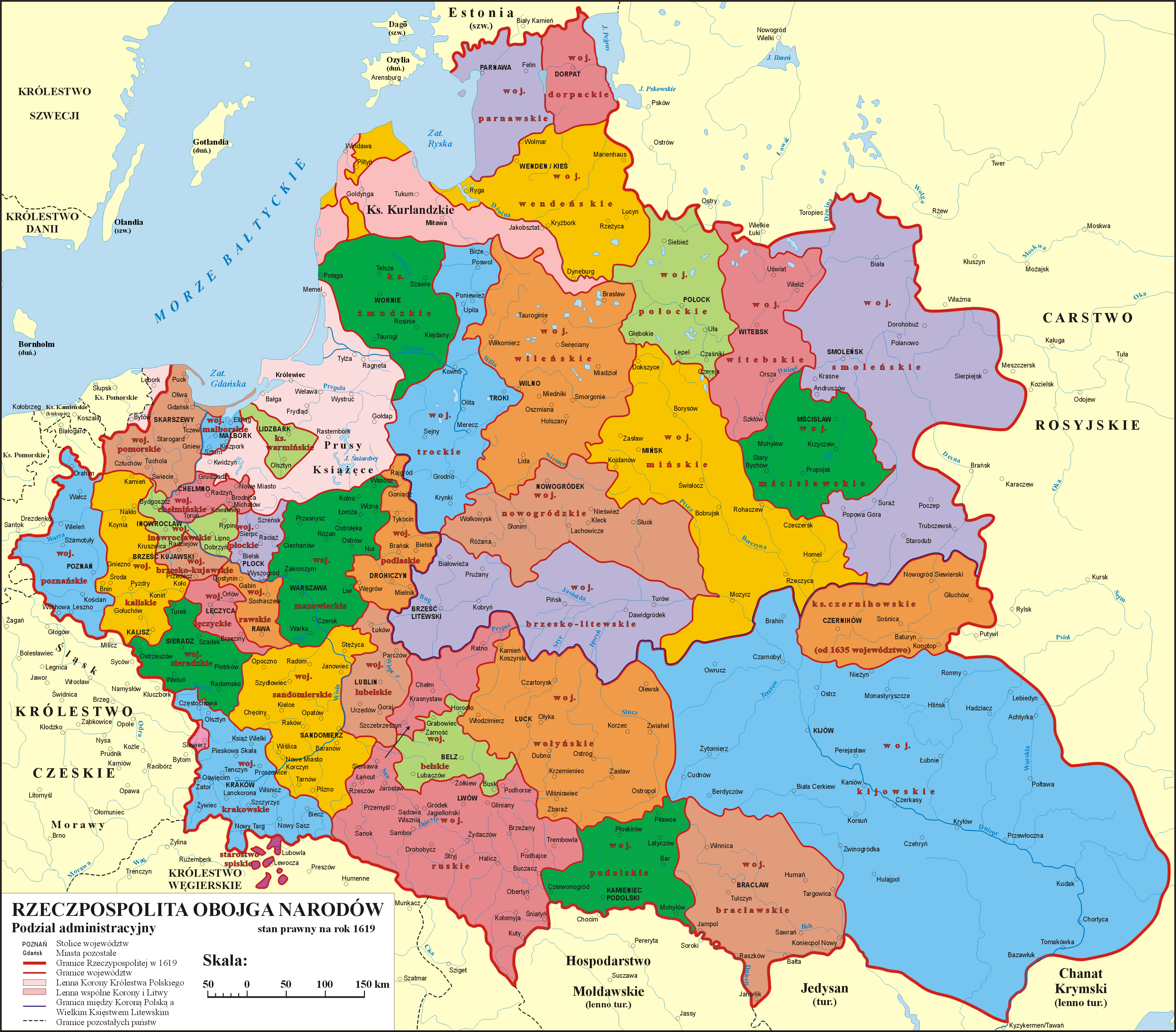
Území Polsko-litevské unie v 17. století

Po vážných sporech, jež však nepřerostly ve válečný konflikt, se novým králem stal Štěpán Báthory (1576–1586). V letech jeho vlády byla založena Vilniuská univerzita (1579) a vyšly první tištěné dějiny Litvy (Kronika Macieje Stryjkowského). Skončila i Livonská válka, díky níž musel car Ivan Hrozný přiznat Litvě Livonsko a Polocko. Nový král Zikmund Vasa vstoupil do války se Švédskem (1600–1629) a Ruskem (1609–1618). V roce 1610 utrpěla ve válce rusko-švédská vojska porážku. V Moskvě došlo k puči, jehož výsledkem byla svržení Vasilije Šujského z trůnu. Novým carem se stal Zikmundův syn Vladislav Vasa. Polsko-litevské vojsko napadlo Moskvu, avšak již v roce 1612 bylo poraženo dobrovolnickou armádou Kuzmy Minina a Dmitrije Požarského. O rok později se ruským carem stal Michail Romanov. Válka s Ruskem skončila dohodou (1619), podle níž získala Litva Smolensk a Polsko Novgorod a Černihiv. Král Vladislav Vasa se však práv na ruský trůn nevzdal. První válka se Švédskem neskončila pro Litvu úspěšně – ztratila Rigu, Derpt a pevnosti v Prusku.
Za vlády Vladislavova mladšího bratra Jana Kazimíra (1648–1668) prožíval stát těžké období. Sněm přijal zákon Liberorum veto, podle něhož mohl kterýkoli šlechtic pozastavit přijetí jakéhokoli zákona, což samozřejmě značně ztěžovalo práci Sněmu. V roce 1648 vypukla na Ukrajině kozácká vzpoura, kterou vedl ukrajinský hejtman Bohdan Chmelnický. Ukrajinský parlament vyhlásil v roce 1648 sjednocení Ukrajiny s Ruskem a téhož roku napadla ruská armáda polsko-litevský stát a obsadila velkou část Litvy. V roce 1655 oblehli vojáci Vilnius. Okupace města trvala šest let. 

### Švédsko-litevská unie (1655–1657)

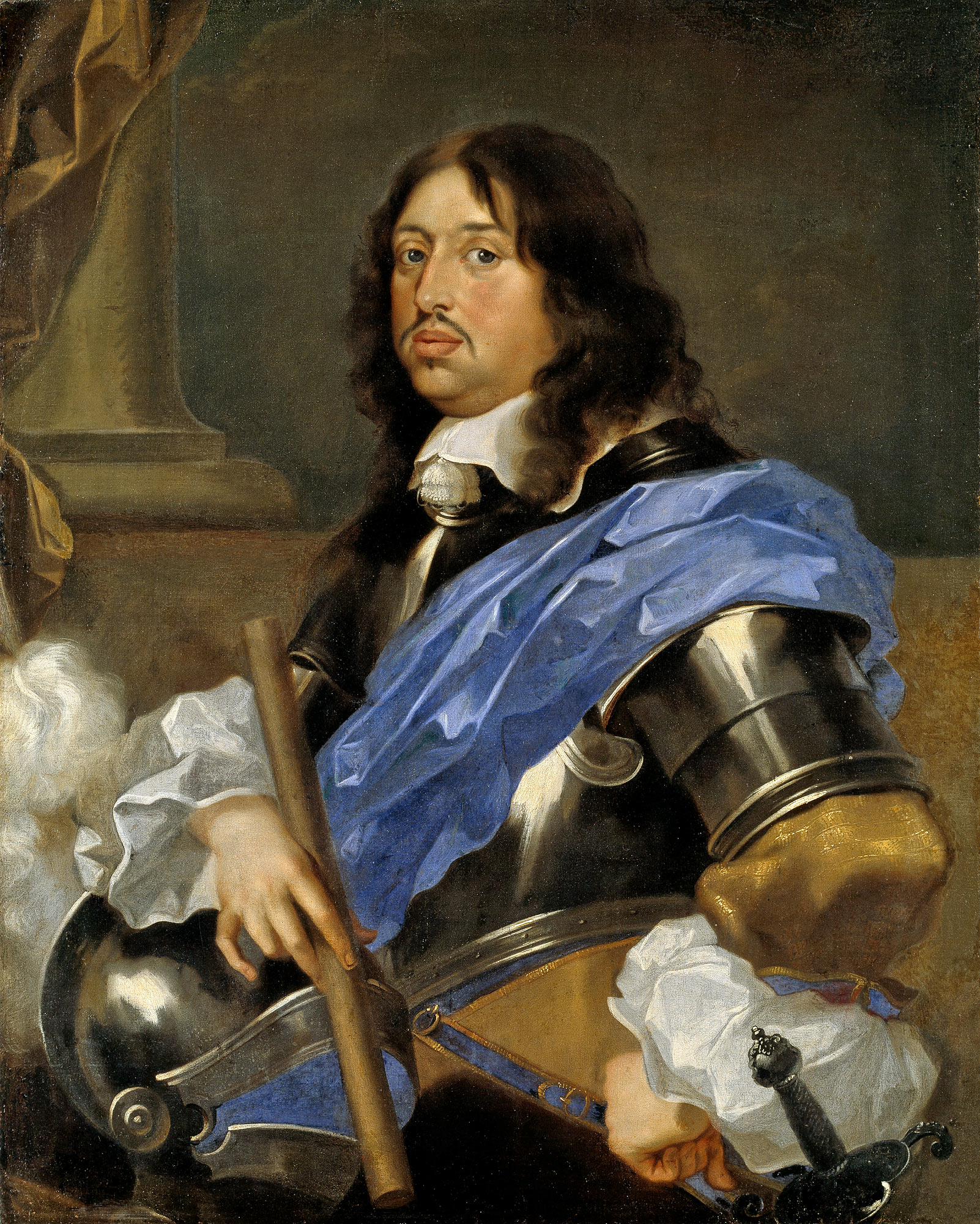
Karel X. Gustav, švédský král a litevský velkokníže

V té době vtrhli na polské a litevské území Švédové. Během několika měsíců se jim podařilo obsadit téměř celé území polsko-litevského státu včetně hlavního města Varšavy. Výsledkem byl podpis dohody, jež umožnila, aby se švédský král stal litevským knížetem. Avšak část litevského vojska, která s touto dohodou nesouhlasila, pokračovala v bojích. Rusko, které se obávalo, že je Švédové napadnou, vstoupilo na jaře roku 1656 do války proti polsko-litevskému státu. Mír mezi Švédskem a Polsko-litevskou unií byl podepsán v roce 1660. Na jeho základě byly mezi oběma státy zachovány předválečné hranice.

### Dělení Litvy a napoleonské období
Dohoda s Rusy, známá jako tzv. Andruská dohoda, byla podepsána roku 1667 a stala se základem „věčného míru“ uzavřeného o rok později (1668). Polsko-litevský stát ztratil část levobřežní Ukrajiny a Kyjev a jeho hranice s Ruskem se až do roku 1772 nezměnily. Ve válkách stát značně zeslábl. Počet obyvatel Litvy klesl o 40 procent. Příčinami tohoto poklesu byly válka, hlad a epidemie. Řada vesnic zůstala opuštěná. Polsko-litevský stát ztratil svoji suverenitu. 
Po ekonomické krizi propukla v zemi i krize vnitropolitická. Jan Kazimír odstoupil a na trůně jej vystřídal nepříliš zkušený státník Michał Korybut Wiśniowiecki (1669–1673). Jeho následník Jan Sobieski (1674–1696) porazil ve spojenectví s Habsburky v bitvě u Vídně 12. září 1683 osmanské Turky a zastavil jejich pronikání do Evropy. Ani jemu se však, i přes značný talent, nepodařilo zastavit vnitřní krizi Polsko-litevského státu. Kvůli Liberorum veto se mu dokonce nepodařilo svolat ani zasedání Sněmu.

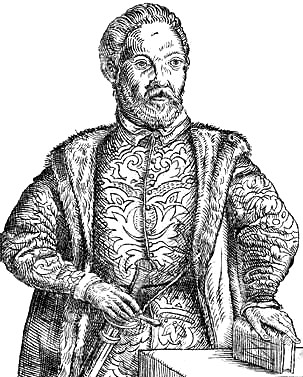
Maciej Stryjkowski

Rok po smrti Jana Sobieského došlo k volbě nového krále. Účastníci Sněmu pečlivě vybírali z řady polských a litevských kandidátů takového, který by si dovedl poradit s tehdejší situací v zemi. V tomto období Sněm schválil, že se vedle litevštiny může používat i polština. Rozhodnutí Sněmu urychlila politickou a kulturní integraci Litvy a Polska. Králem byl zvolen saský kurfiřt August II. Silný (1697–1773).
V roce 1700 se polsko-litevský stát opět ocitl ve válečném víru. Tentokrát se jednalo o druhou válku se Švédskem v letech 1700–1721. Obyvatelstvo Litvy se rozdělilo na dva tábory. Jeden podporoval Augusta II. a Rusko a druhý Švédsko. Litevská města se ocitala střídavě v ruských či ve švédských rukách. V letech 1708–1711 se k válce přidaly ještě neúroda a mor. Litva ztratila třetinu obyvatelstva. Vztahy mezi králem a šlechtou se opět přiostřily. Nakonec se do celé záležitosti rozhodl vložit car Petr Veliký (1672–1725). Pod jeho tlakem se v roce 1717 konal němý sněm, na němž nikdo nedostal v diskusi slovo. Usnesení sněmu stanovilo omezený počet vojáků v armádě, zákaz králi vstupovat samostatně do války a omezení pravomocí místních malých sněmů. Liberorum veto však zůstalo zachováno. Jelikož se garantem plnění rozhodnutí sněmu stal Petr Veliký, mohlo se od té doby Rusko otevřeně zajímat o situaci v Polsko-litevském státě.
V roce 1733 zvolil Sněm za krále zastánce reforem Stanisława Leszczyńského (1677–1766). To se však nelíbilo Rakousku ani Rusku, a tak na území Polska vtrhla třicetitisícová ruská armáda. Leszczyński utekl a nový Sněm navrhl na post panovníka syna Augusta II. – Augusta III. (1734–1763). Král trávil většinu času v Sasku, takže vládu v Polsku a v Litvě vykonávali příslušníci vysoké šlechty. Ani oni však nevládli slavně – ze čtrnácti svolaných sněmů skončil pouze jediný přijetím usnesení. Ostatní sněmy byly zrušeny.
Roku 1764 se s požehnáním Kateřiny Veliké (1729–1796) stal králem Stanislav August Poniatowski (1764–1795). Byl velmi dobře obeznámen s osvícenskými ideály, a proto se pokoušel o politiku osvícenského absolutismu. Vážil si umění, podporoval budování manufaktur, začal uskutečňovat reformy, jež měly za úkol udržet královskou moc. To se však nelíbilo Kateřině Veliké, jež pod záminkou ochrany práv pravoslavné šlechty vyslala v roce 1767 na území Polsko-litevského státu ruská vojska vedená generálem Suvorovem (1729–1800). V roce 1770 navrhl pruský král Fridrich Veliký carevně rozdělit území Polsko-litevského státu mezi tři susední mocnosti. A tak si v letech 1772, 1793 a 1795 Rusko, Prusko a Rakousko toto území rozdělily. Větší část Litvy získalo Rusko, menší připadla Prusku. Na základě smlouvy, kterou 15. ledna 1797 podepsali v Petrohradě představitelé těchto tří zemí, přestal polsko-litevský stát existovat.

## Symbolika

### Korouhev (vlajka)
Státní vlajka Litevského velkoknížectví neexistovala, pouze korouhev (vojenská zástava), která se však v přesné podobě nedochovala, mohla zastávat obdobnou funkci. Podle dobových zpráv a vyobrazení Litevci takovou korouhev zcela jistě měli. První zmínky o litevských praporech pochází až z bitvy u Grunwaldu (1410). Litevské praporce byly vždy červené a s Pahoňou, postavou legendárního rytíře Vytise s taseným mečem, sedícím na bílém koni.
| podoba | popis |
| ------ | --- |
|        | knížecí korouhev se znakem sloupů Gediminovců                                                                              |
|        | rekonstrukce vojenské korouhve hypoteticky užité v bitvě u Grunwaldu[zdroj?] (1410) se znakem Jagellonců na Vytisově štítu |
|        | standarta unie Polska a Litvy v roce 1416 během kostnického koncilu                                                        |
|        | korouhev Vytautase během kostnického koncilu v roce 1416                                                                   |
|        | korouhev Zikmunda Korybutoviče v Lauberově kronice z roku 1443                                                             |
|        | rekonstrukce vojenské korouhve ve stylu 16. století se znakem Jagellonců na Vytisově štítu                                 |
|        | velkoknížecí zástava z roku 1702                                                                                           |

### Znak
| podoba | popis                                                                                              |
| ------ | -------------------------------------------------------------------------------------------------- |
|        | pohanský prsten se svastikou jako symbolem slunce z přelomu 13.–14. stol., nález v Kernavė         |
|        | raná mince se symbolem kopí a kříže ražené Jogailou, Vytautasem, zřejmě i Algirdasem či Skirgailou |
|        | Jogailova mince s Vytisem (Waikymasem)                                                             |
|        | sloupy Gediminovců na minci Smolenského knížectví (vazala Litvy)                                   |
|        | sloupy Gediminovců z roku 1416                                                                     |
|        | v Bergshammarském kodexu, zhruba rok 1435                                                          |
|        | znak Vytautase během kostnického koncilu, namalováno Ulrichem z Richenthalu, 15. století           |
|        | znak na první straně Laurentia (1531)                                                              |
|        | se znakem Jagellonců na Vytisově štítu, kolem roku 1555                                            |
|        | kniha heraldiky Großes Wappenbuch, 1700                                                            |
|        | znak z knihy heraldiky Franze Johanna Josepha von Reilly z roku 1793                               |